# Masacrele din Septembrie

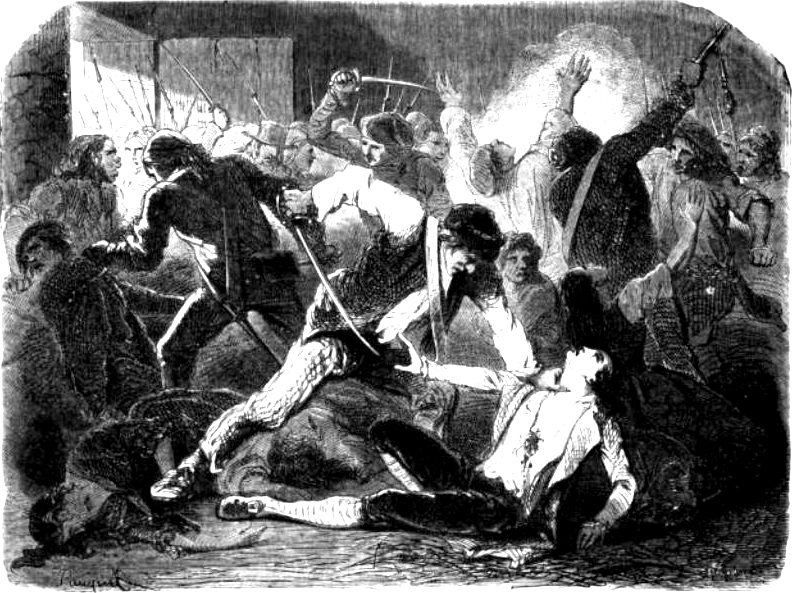
Masacrele din Septembrie

Masacrele din Septembrie (în franceză Massacres de Septembre) au avut loc între 2 septembrie și 6 septembrie 1792 în contextul Revoluției Franceze. În cursul masacrelor au fost uciși peste 1.200 de deținuți, dintre care aproximativ 1/3 aflați în arest ca dușmani ai revoluției și 2/3 deținuți de drept comun. Masacrele din Septembrie sunt un capitol sumbru din istoria Franței. Responsabil pentru desfășurarea lor a fost considerat Georges Danton, ministrul Justiției, executat la rândul său doi ani mai târziu.

## Desfășurare
Într-o atmosferă tensionată, cauzată de Insurecția de la 10 august 1792 și de intrarea trupelor austro-prusace sub comanda ducelui Carol al II-lea de Braunschweig-Wolfenbüttel pe teritoriul Franței, a izbucnit o isterie colectivă alimentată de publiciștii Jean-Paul Marat și Fabre d’Églantine. Gloate surescitate au pătruns în mai multe închisori din țară, unde au ucis de-a valma, cu concursul jandarmilor, deținuți politici și infractori de drept comun. Aproximativ 2/3 din victime au fost prostituate și deținuți de drept comun.
În Prison des Carmes⁠(fr)[traduceți], fosta mănăstire carmelită din Paris, transformată în închisoare, au fost executați peste 100 de clerici, între care 3 episcopi. Unii dintre aceștia, precum preotul canadian André Grasset⁠(en)[traduceți], s-au aflat întâmplător în oraș în zilele respective.

## Posteritate
În anul 1926 papa Pius al XI-lea a beatificat 191 de martiri ai Masacrelor din Septembrie.